# Ksawery Bojanowski

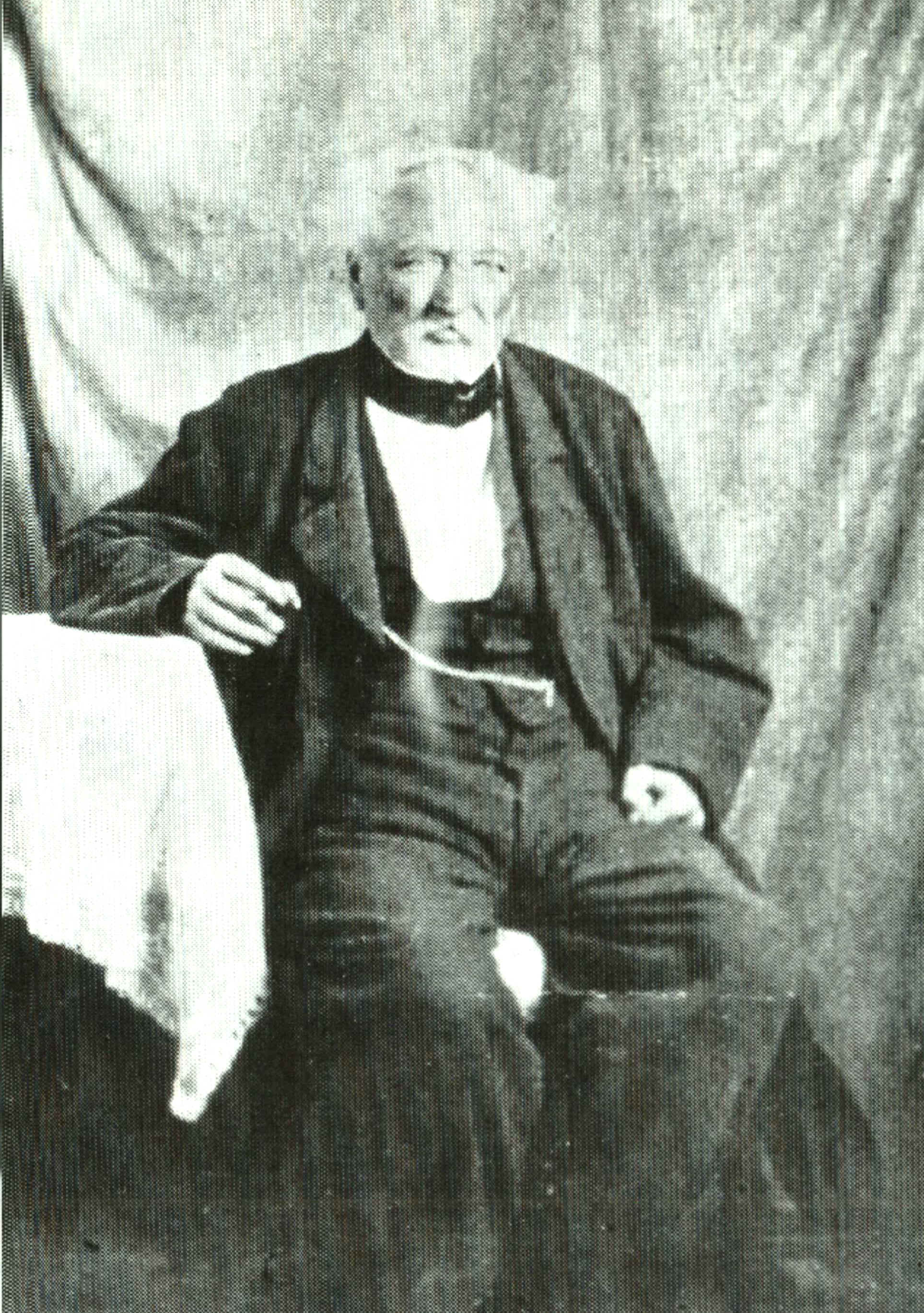
Ksawery Bojanowski (1795–1866)

Ksawery Franciszek Bojanowski (ur. 1 grudnia 1795, zm. 24 sierpnia 1866 w Pluskowęsach) – polski właściciel ziemski, powstaniec listopadowy, brat Konstancji Łubieńskiej.
Urodził się jako syn Bogusława Michała Bojanowskiego i Magdaleny z Kęszyckich Bojanowskiej. Miał troje młodszego rodzeństwa, w tym Konstancję Łubieńską – literatkę i sawantkę, znaną z romansu z Adamem Mickiewiczem w 1831 r. W dniu 21 lipca 1824 roku Ksawery Bojanowski ożenił się z Kordulą Sczaniecką i osiadł z nią w majątku Konarzewo pod Rawiczem.

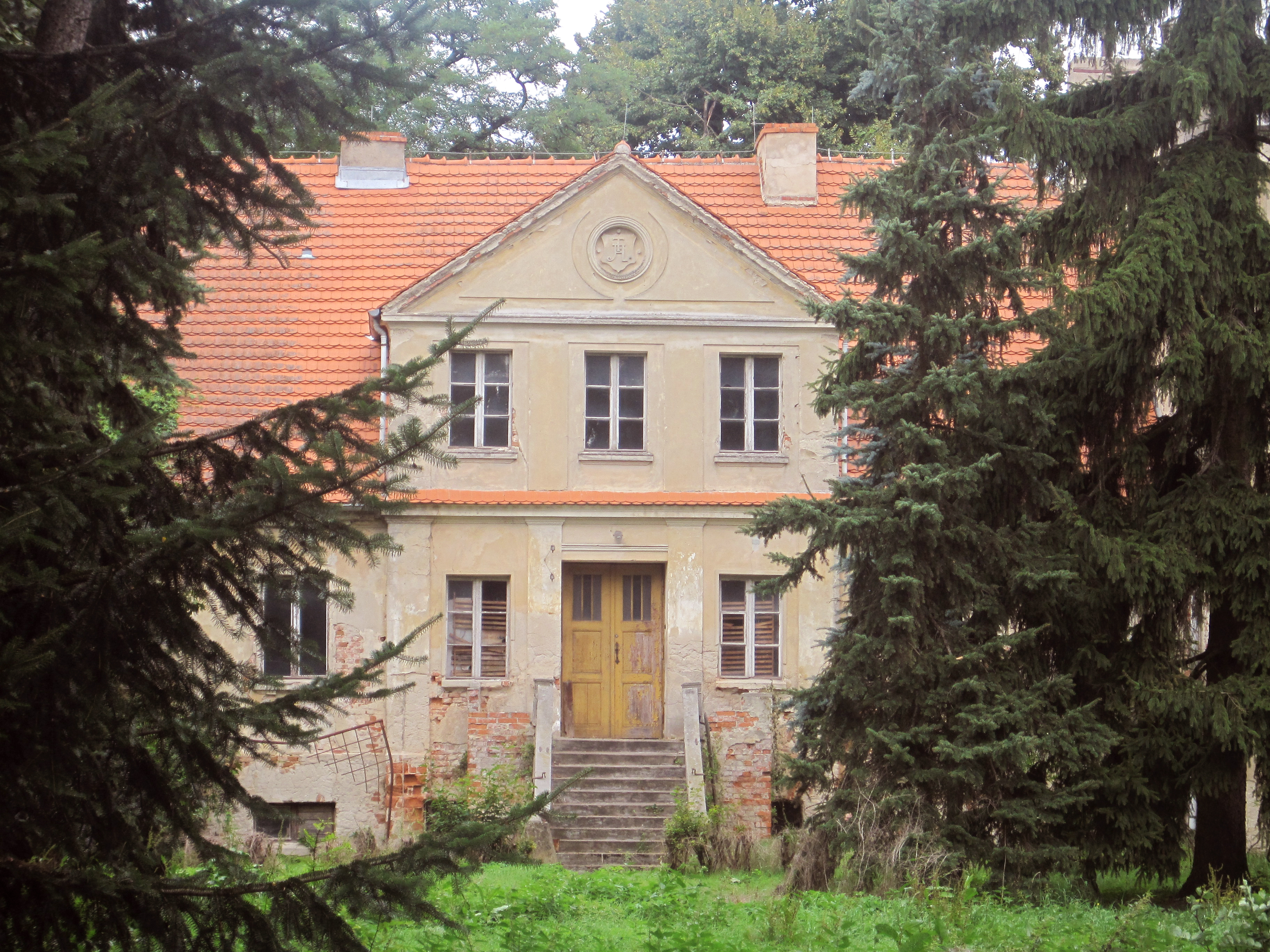
Dwór w Konarzewie k. Rawicza, własność Ksawerego Bojanowskiego w latach 1824–1838.

Był zaangażowany w konspiracyjną działalność niepodległościową, m.in. jako członek Towarzystwa Patriotycznego prowincji poznańskiej. W raportach urzędowych przedkładanych naczelnemu prezesowi Wielkiego Księstwa Poznańskiego Edwardowi Flotwellowi opisywany był jako zdecydowany przeciwnik reżimu pruskiego. W 1829 r. uczęszczał w Berlinie na wykłady Hegla, gdzie poznał m.in. Adama Mickiewicza. Brał udział w Powstaniu Listopadowym (służył w Pułku Jazdy Poznańskiej, przywoził z Królestwa instrukcje dla spiskowców wielkopolskich). Na początku powstania dopomógł gen. Janowi Nepomucenowi Umińskiemu w jego słynnej, brawurowej ucieczce z twierdzy Głogów. W kwietniu 1831 r. groził mu sąd wojenny za próbę pojedynkowania się.
Po upadku powstania powrócił do Konarzewa. Jeszcze w listopadzie i grudniu 1831 r. gościł tam Adama Mickiewicza (w muzeum Mickiewicza w Paryżu znajduje się m.in. list Mickiewicza do brata Franciszka, pisany z Konarzewa w dniu 28 listopada 1831 r.). Na pamiątkę tego wydarzenia w roku 1963 otwarto w Konarzewie Izbę Adama Mickiewicza (obecnie nieczynna).
W 1838 r. Bojanowscy sprzedali majątek konarzewski. Mieli dwanaścioro dzieci – zachowały się opisy zabaw Adama Mickiewicza z 5-letnią córką Bojanowskiego, Bogusią, którą poeta brał na barana i galopował dookoła stołu.

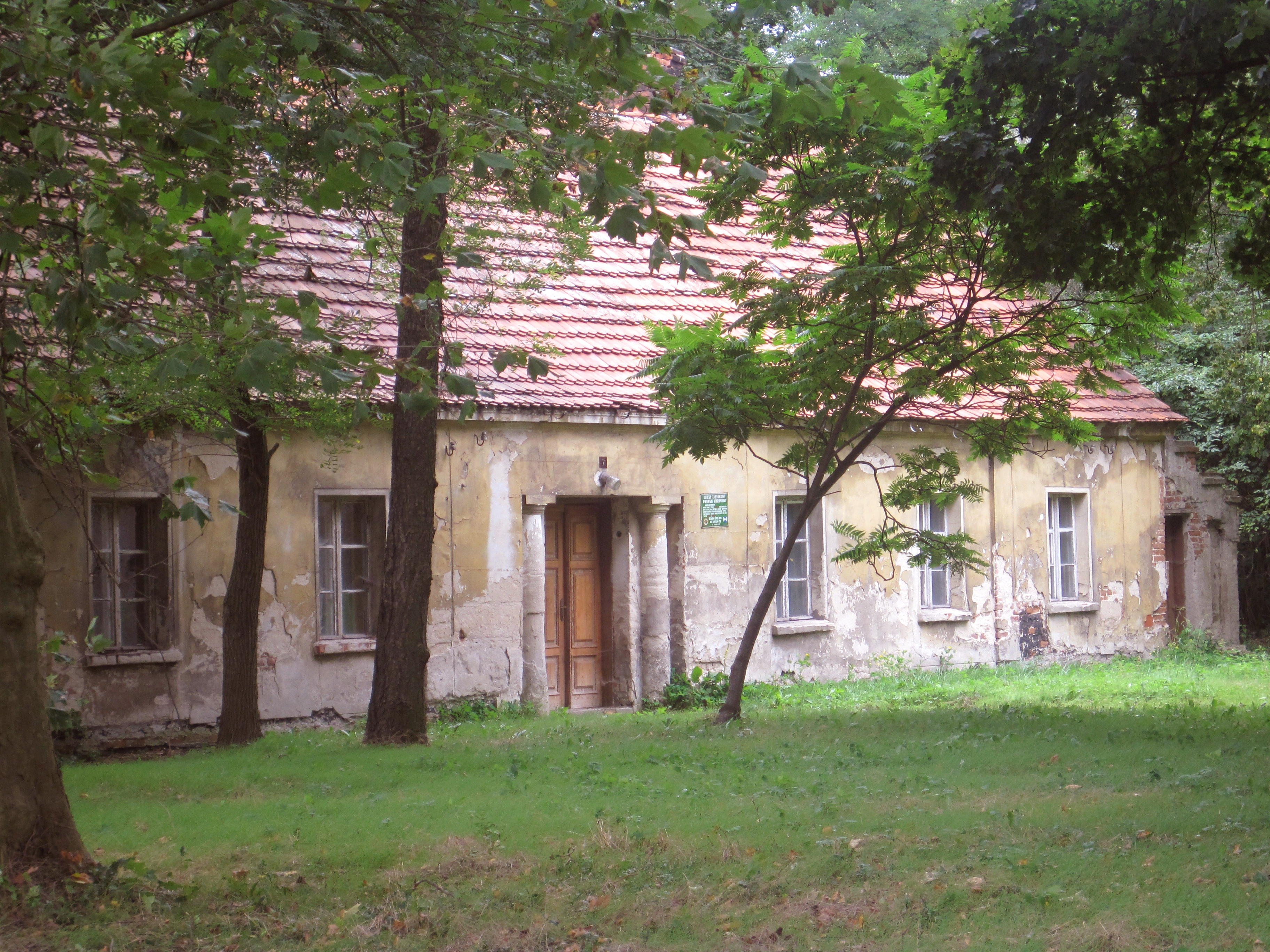
Oficyna dworu w Konarzewie, w której mieszkał Adam Mickiewicz w listopadzie i grudniu 1831 r.

Ksawery Bojanowski zmarł 24 sierpnia 1866 r. w Pluskowęsach k. Chełmży.
W kronice rodowej został opisany jako wzorowy gospodarz i organizator, zapalony myśliwy. Według tradycji, mickiewiczowski opis sporu Asesora i Rejenta o charty myśliwskie w „Panu Tadeuszu” był inspirowany podobnymi sporami pomiędzy Ksawerym Bojanowskim a jego bratem – Kalikstem Bojanowskim. 
W serialu telewizyjnym Niepewność (2024, reż. W. Szarek) w rolę Ksawerego Bojanowskiego wcielił się aktor Jan Kwapisiewicz.